# Hyundai Kona
O Hyundai Kona é um utilitário desportivo produzido pela Hyundai. 
Foi lançado em 13 de junho de 2017 com a proposta de ser o primeiro SUV compacto global da marca. O veiculo é vendido na Coreia do Sul, Europa e América do Norte.
Em Portugal, o nome do carro é Hyundai Kauai, pois o nome original é semelhante ao palavrão cona, que se refere ao órgão genital feminino. O nome Kona é inspirado em Kailua-Kona que é uma área turística do Havaí.

## Segurança

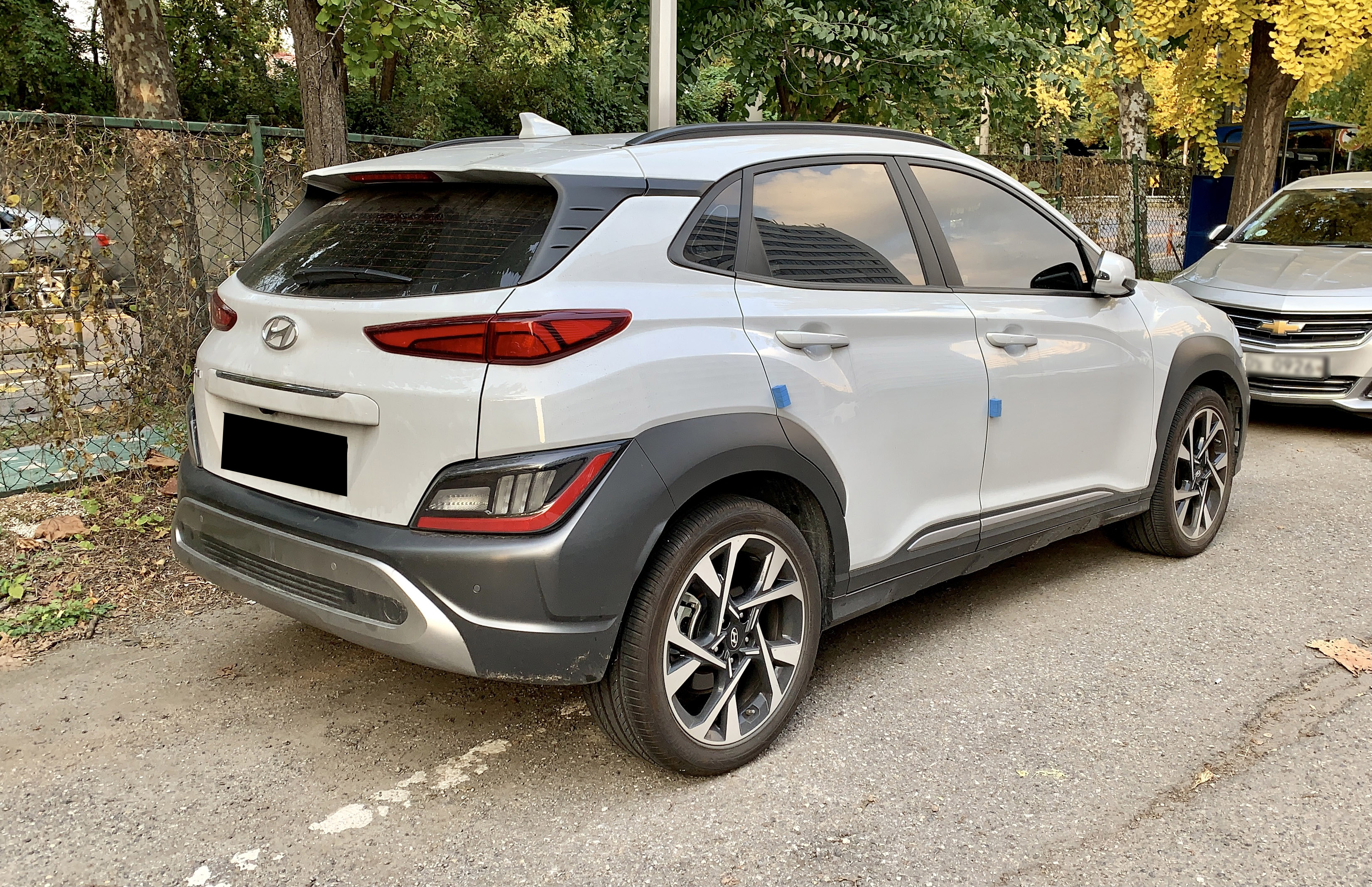

O Kona é equipado com 6 airbags, alerta de colisão frontal com frenagem automática, assistente para mudanças involuntárias de faixa, monitorização de atenção do motorista, faróis de led com facho alto automático, detetor de veículos em pontos cegos e alerta de colisão de tráfego cruzado.